# Panther-Maler
Der Panther-Maler war ein Vasenmaler des attisch-schwarzfigurigen Stils.
Der Panther-Maler war wohl zur selben Zeit oder ein wenig später aktiv wie der Nessos-Maler, mit dem er die Liebe zu Flechtbändern gemein hatte. Seine Vasen wurden nur in Attika aber außerhalb Athens, zum Teil in Vari, gefunden. Es wird deshalb angenommen, dass der Panther-Maler nicht aus Athen stammte und nur einen kleinen regionalen Markt des attischen Binnenlandes belieferte. Er bemalte in erster Linie Lekaniden mit Tierfriesen.

## Werke
- Paris, Louvre CA 2990, CA 2990 bis Fragmente einer Lekanis